# Vojnoobavještajna bojna
Vojno-obavještajna bojna (VOb) HkoV-a , bila je obavještajna postrojba te svojevrsna potpora svim ostalim postrojbama OSRH. Ustrojena je 2000. godine tijekom preustroja OSRH spajanjem 350. diverzantskog odreda Glavnog stožera, 1. izvidničko-diverzantske satnije GS "Anguilla", 74. satnije elektroničkog djelovanja GS, 280. voda bespilotnih letjelica GS te je kasnije priključen 1. Hrvatskog gardijskog zdruga, a do 2007. djelovala je kao 350. VOb. Krajem 2014., zajedno sa Središnjicom elektroničkog izviđanja, preustrojena je u Središnjicu za obavještajno djelovanje.
Vojno-obavještajna bojna ustrojena je po ISTAR konceptu te ima četiri temeljne obavještajne discipline i to su HUMINT, SIGINT, OSINT i IMINT.
Pripadnici Vojno-obavještajne bojne osposobljeni su bili za padobranske desante, izviđanja iza neprijateljske crte, upravljanje bespilotnim letjelicama, izviđanje i ometanje protivničkih radio veza, alpinizam i diverzantske akcije. Nadzirati i snimati cilj, prikupljati podatke i selektirati ih, odvojiti bitne od nebitnih, ne doći u kontakt s neprijateljem, izbjeći sukob i neprimjetno se izvući - samo je dio zadaća pripadnika VOb-a.

## Obuka
Svaka satnija u VOb-u je specifična i traži ljude točno određenih specijalnosti, te se tijekom obuke uz fizičke, procjenjuju i intelektualne mogućnosti svakog kandidata. U prva tri tjedna obuke provjeravaju se temeljna vojna znanja, fizička sprema, psihomotorika, poznavanje naoružanja, prva pomoć i poznavanje borilačkih vještina, te se provode psihološka testiranja. Na selekciji se moraju iskazati, pokazati trud i znanje te dokazati da imaju dovoljno potencijala za obavljanje vojnoobavještajnih zadaća, što podrazumijeva i otići neprimjećeno do 50 km u neprijateljsku dubinu. 

## Bespilotne letjelice
Od početka Domovinskog rata i stvaranja vojno-sigurnosnog i obavještajnog sustava OSRH je prepoznatljiv po operativnoj uporabi besposadnih sustava. Vojno-obavještajna bojna trenutačno se koristi sustavom BL M-99 Bojnik domaće proizvodnje koji pripada kategoriji srednjeg dometa (60 km operativni radijus, do pet sati u zraku) te izraelskim sustavima Elbit Hermes 450 (200 km operativni radijus, do 20 sati u zraku) i Elbit Skylark (15 km operativni radijus, do tri sata u zraku).
- Mini besposadna letjelica M99 "Bojnik"
- Bespilotna letjelica "Elbit Skylark"